# Анастасов, Владимир Спиридонович
Владимир Спиридонович Анастасов (18 (30) сентября 1877 — 26 февраля (10 марта) 1904) — российский морской офицер.

## Биография
Сын донского дворянина, назначенного в 1884 году судебным приставом Фатежского уезда Курской губернии. Внук священника. В 1889—1890 годах обучался в Курской классической гимназии.
В 1901 году окончил механическое отделение Морского инженерного училища Императора Николая I и 6 мая того же года был зачислен в Сибирский флотский экипаж, офицером эскадренного броненосца «Петропавловск» в должности судового инженера-механика. В начале 1904 года младший инженер-механик В. А. Анастасов был переведён на миноносец «Стерегущий», на котором погиб в бою 26 февраля (10 марта) 1904 года. За исключительный героизм, указом Императора Николая II от 28 марта 1905 года, повелено было для увековечивания памяти героя, построенный миноносец назвать «Инженер-механик Анастасов».